# Cinéas
Pour l’article homonyme, voir Jean-Baptiste Cinéas.
Cinéas (mort en 272 av. J.-C. ?) est un illustre diplomate thessalien, conseiller de prédilection du roi Pyrrhus Ier qui le chargea de missions d'ambassades auprès de plusieurs cités. Il fut l’élève de l’orateur Démosthène et son éloquence est restée célèbre dans l'histoire. Plutarque, dans sa Vie de Pyrrhus, évoque le dialogue fameux que Cinéas eut avec le roi d'Épire. 
Il rassembla autour de Pyrrhus la plupart des cités grecques et des peuplades italiotes du sud de la péninsule par ses talents fabuleux de persuasion. Envoyé à Rome par Pyrrhus en -279 afin de gagner la paix, il entama une série d’entretiens privés avec plusieurs notables ; dans les principales maisons de la Ville où il fut reçu, il se concilia les faveurs des Romains, à la fois par les séductions de son éloquence et par les cadeaux dont il arrivait les mains pleines, à l’intention des femmes et des enfants des notables. Puis admis au Sénat, il proposa un traité de paix et d’amitié que la majorité des Patres était disposée à accepter, mais que le premier d’entre eux, Appius Claudius Caecus, rejeta en une harangue passionnée. Cinéas ne réussit donc pas à négocier une paix définitive après la victoire d’Héraclée, ni à corrompre les sénateurs influents, et dut quitter Rome. Il avait mis en garde plusieurs fois son maître contre son ambition démesurée, mais en vain.